# Tethyopsis brondstedi
Tethyopsis brondstedi är en svampdjursart som först beskrevs av Burton 1929.  Tethyopsis brondstedi ingår i släktet Tethyopsis och familjen Ancorinidae. Inga underarter finns listade i Catalogue of Life.